# Simhall

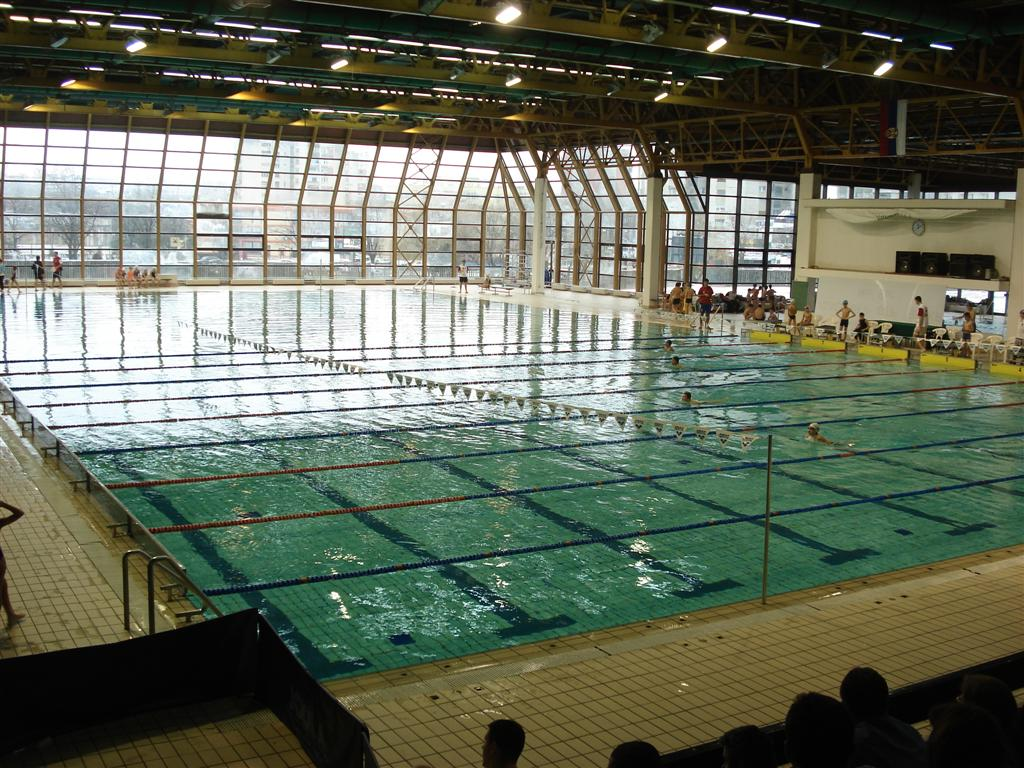
Simhall med 50-metersbassäng i Novi Sad.

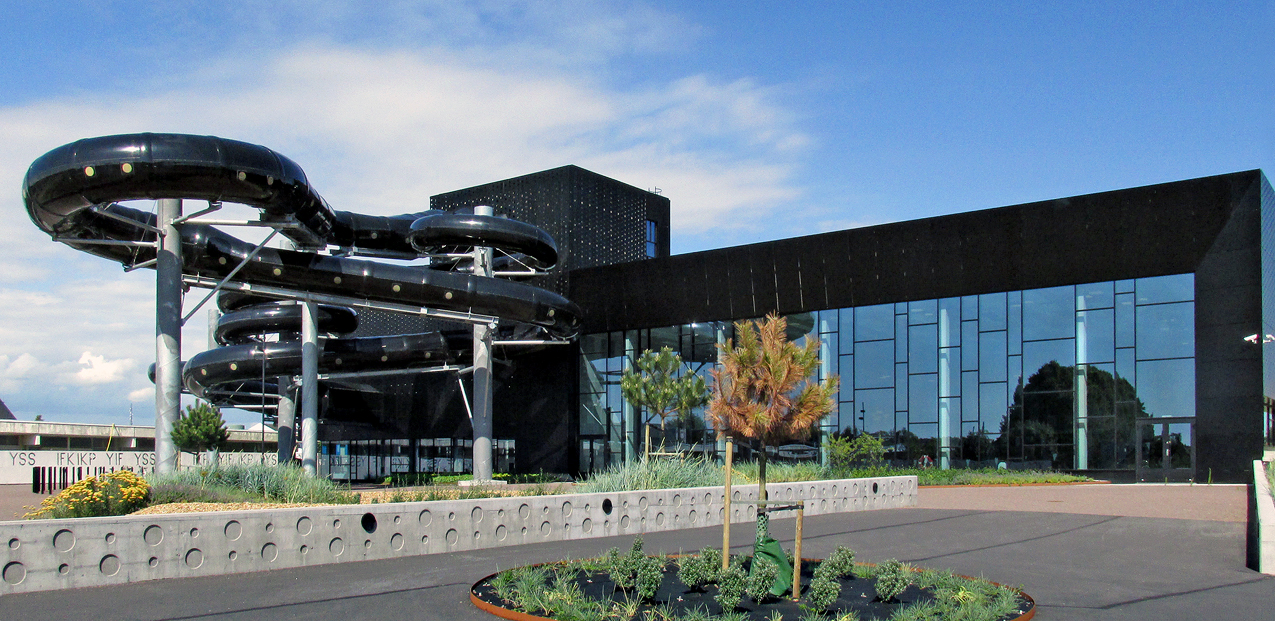
Ystads nya badhus och simhall 2015.

En simhall är en inomhusanläggning med stor simbassäng och ibland flera bassänger, ofta med åskådarläktare. Det är en typ av badhus där bassängerna främst är avsedda för simning, simhopp och simträning, där lokalen och framförallt vattnet värms upp till en viss temperatur. I simhallar förekommer tävlingssimning, simhopp, motionssimning, simundervisning, vattenpolo, undervattensrugby, fridykning, konstsim, vattengymnastik och vattenlek. Där går även att simma upp för simmärken.
Offentliga simhallar brukar innehålla en 25- eller 50-metersbassäng, men det kan även finnas andra bassänger som på exempelvis äventyrsbad. Vattendjupet i bassängerna varierar mellan grunda så kallade plaskbassänger för de minsta barnen till djupa simbassänger för motions- och elitsimmare. I vissa simhallar finns speciella bassänger med trampoliner för simhopp.
Till simhallen hör även omklädningsrum som normalt har låsbara skåp för gästernas kläder och värdesaker, duschutrymmen, toaletter och ibland även bastu. Vid större anläggningar kan kiosker och serveringar förekomma.
Simhallar kan vara kommunala eller privata, de senare exempelvis i större hotell. Användningen av kommunala simhallar är i regel avgiftsbelagd. Anläggningarna har bestämda öppettider och vissa tider brukar vara reserverade för idrottsföreningars simträning. Krav på säkerhet och hygien tillgodoses genom badvakter och städpersonal.